# MECAR PFL-RFL-40N
PFL-RFL-40N – belgijski nasadkowy granat oświetlający produkowany przez firmę MECAR SA.
Granat PFL-RFL-40N może być miotany przy pomocy dowolnego karabinu z urządzeniem wylotowym o średnicy 22 mm, przy pomocy naboju ślepego. Granat zawiera opadającą na spadochronie flarę świecącą przez 30 s światłem koloru czerwonego, zielonego lub białego.